# Sainte-Catherine (Quebec)
Sainte-Catherine es una ciudad de la provincia de Quebec, Canadá. Es una de las ciudades que conforman la Comunidad metropolitana de Montreal y se encuentra en el municipio regional de condado de Roussillon y a su vez, en la región de Vallée-du-Haut-Saint-Laurent en Montérégie. Hace parte de las circunscripciones electorales de Châteauguay a nivel provincial y de Châteauguay−Saint-Constant a nivel federal.

## Geografía
Sainte-Catherine se encuentra ubicada en las coordenadas 45°24′00″N 73°35′00″O / 45.40000, -73.58333. Según Statistique Canada, tiene una superficie total de 9,50 km² y es una de las 1135 municipalidades en las que está dividido administrativamente el territorio de la provincia de Quebec.

## Demografía
Según el censo de 2011, había 16 762 personas residiendo en esta ciudad con una densidad poblacional de 1764,1 hab./km². Los datos del censo mostraron que de las 16 211 personas censadas en 2006, en 2011 hubo un aumento poblacional de 551 habitantes (3,4%). El número total de inmuebles particulares resultó de 6652 con una densidad de 700,21 inmuebles por km². El número total de viviendas particulares que se encontraban ocupadas por residentes habituales fue de 6559.